# 유니테크노
유니테크노(Unitekno Co. Ltd.)는 대한민국의 자동차 부품기업이다. 본사는 부산광역시 사하구 신산로 140 (신평동)에 위치해 있으며 대표이사는 이민규이다.

## 사업
삼성SDI에 ESS 셀케이스 공급하고 있다 2022년 매출 기준으로 Brush Card, 전기차 배터리셀 케이스와 Rotor Assembly가 각각 22%, 20%와 17% 비중을 차지하고 있으며 북미·멕시코 배터리 셀 케이스 공장 설립을 추진중에 있다

## 상장
2016년 9월 20일에 공모가 10,300원에 코스닥 시장에 상장하였다.

## 계열사
- 비엠아이

## 유사기업
- 신성델타테크
- 영화테크
- 세아메카닉스

## 참고문헌
1. ↑  유니테크노 IR북
2. ↑  한국IR협의회 기업리서센터 기술분석보고서 유니테크노 2023.03.17
3. ↑  유니테크노 “2030년 매출 3000억...전기차·전장화 부품 세계 1위 노린다”, 팍스TV, 2022년 2월 23일
4. ↑  유니테크노, 삼성SDI-넥스트에라에너지 ESS 배터리 공급 임박에 공급사 부각, 머니S, 2024년 7월 5일
5. ↑  김재훈, “유니테크노, 친환경차 부품 매출 성장 기대“, 인사이트코리아, 2023년 3월 17일
6. ↑  윤현주 , 유니테크노 "美 배터리 셀 케이스 공장 설립", 한국경제, 2023년 11월 13일